# Cantón de Villers-Farlay
El cantón de Villers-Farlay era una división administrativa francesa, que estaba situada en el departamento de Jura y la región de Franco Condado.

## Composición
El cantón estaba formado por once comunas:
- Chamblay
- Champagne-sur-Loue
- Cramans
- Écleux
- Grange-de-Vaivre
- Mouchard
- Ounans
- Pagnoz
- Port-Lesney
- Villeneuve-d'Aval
- Villers-Farlay

## Supresión del cantón de Villers-Farlay
En aplicación del Decreto n.º 2014-165 de 17 de febrero de 2014, el cantón de Villers-Farlay fue suprimido el 22 de marzo de 2015 y sus 11 comunas pasaron a formar parte del nuevo cantón de Mont-sous-Vaudrey.